# Guy Lévesque
Guy Lévesque est un humoriste, réalisateur et metteur en scène québécois. Il s'est fait connaître notamment comme membre du groupe Les Bizarroïdes, aux côtés de Martin Petit, Stéphane E. Roy et Ken Scott. Il a  réalisé, avec Michel Courtemanche et Pierre Paquin, entre 2002 et 2005,  l'adaptation québécoise de l'émission Caméra Café. Il a mis en scène plusieurs épisodes de la sitcom Le Plateau. Il est également le metteur en scène de nombreux spectacles dont celui de Rachid Badouri (2007-2019), Jean-Marc Parent (2006-2019) et des Galas Juste pour rire et Artis, dont celui de Franck Dubosc et Stéphane Rousseau, François Morency, Laurent Paquin.Il est gérant d'artiste et président de Guy Lévesque productions, représentant notamment les services de Laurent Paquin, Billy Tellier, Sylvain Larocque. Depuis 2015, il est président de l'Association Professionnelle de l'Industrie de l'Humour (APIH), et président fondateur de l'Association Des Artistes Multidisciplinaires (ADAM) depuis 1991.

## Biographie
Depuis 2001, Guy Lévesque conçoit et met en scène plus d'une vingtaine galas Juste pour rire dont les Hommage à Meunier, RBO et Filiatrault. Metteur en scène pour des artistes comme Laurent Paquin, Jean-Marc Parent, Marc Dupré, Rachid Badouri, François Morency et Alexandre Barrette. Il dirige plusieurs variétés pour TVA tels Célébration, les Parlementeries et cinq galas Artis. 
Derrière la caméra, il réalise trois saisons de Caméra Café (TVA) et met en scène la sitcom Le Plateau (SRC). Entre-temps, il a conçu et dirigé le gala du Temple de la renommée olympique canadien (CTV-RDS) et dirigé la création d’Arturo Brachetti à Londres. Guy a signé la mise en scène des spectacles de Marc Dupré et de Marie-Mai au Centre Bell. 

## Prix et nominations

### Prix
- 2008 : Prix Olivier, meilleur metteur en scène, Arrête ton cinéma ! de Rachid Badouri
- 1996 : Slapstick Award au festival de Francfort, Allemagne, avec le groupe Les Bizarroïdes

### Nominations
- 2006 : Nomination, Prix Olivier, meilleur metteur en scène de l'année pour Urgence de vivre de Jean-Marc Parent
- 2006 : Nomination, L'Adisq, meilleur metteur en scène de l'année pour Urgence de vivre de Jean-Marc Parent
- 2005 : Nomination, Prix Olivier, mise en scène de l'année pour la Tournée Juste pour rire 2004
- 1999 : Nomination, Prix Olivier, mise en scène de l'année pour Copie Conforme de Marc Dupré